# 美江寺駅
美江寺駅（みえじえき）は、岐阜県瑞穂市美江寺字榎前にある、樽見鉄道樽見線の駅である。駅番号はTR05。

## 歴史
- 1956年（昭和31年）3月20日：国鉄樽見線の駅として開設[1]。旅客駅。
- 1984年（昭和59年）10月6日：第三セクター樽見鉄道へ転換、同社の駅となる[1]。

## 駅構造
単式ホーム1面1線を有する地上駅。
無人駅。国鉄時代は島式ホーム1面2線を有し、その名残として駅西側の道路幅が大変広い上、駅北側の旧線路跡（現在は市道となっている）の用水路を跨ぐ部分を良く見るとコンクリート土台が残っている。
また、以前は駅北側に保線車両用留置線が存在したが、市道との立体交差化に伴い、と撤去された。

## 利用状況
2019年度の1日平均乗降人員は104人である。
近年の1日平均乗降人員の推移は以下の通り。
| 年度   | 1日平均 乗降人員 | 出典             |
| ------ | ---------------- | ---------------- |
| 2003年 | 88               | [ 2 ]            |
| 2004年 | 90               | [ 2 ]            |
| 2005年 | 98               | [ 2 ]            |
| 2006年 |                  |                  |
| 2007年 | 50               | [ 瑞穂市統計 2 ] |
| 2008年 | 58               | [ 瑞穂市統計 2 ] |
| 2009年 | 72               | [ 瑞穂市統計 2 ] |
| 2010年 | 72               | [ 瑞穂市統計 2 ] |
| 2011年 | 72               | [ 瑞穂市統計 3 ] |
| 2012年 | 72               | [ 瑞穂市統計 3 ] |
| 2013年 | 76               | [ 瑞穂市統計 3 ] |
| 2014年 | 86               | [ 瑞穂市統計 3 ] |
| 2015年 | 94               | [ 瑞穂市統計 3 ] |
| 2016年 | 88               | [ 瑞穂市統計 4 ] |
| 2017年 | 90               | [ 瑞穂市統計 4 ] |
| 2018年 | 90               | [ 瑞穂市統計 5 ] |
| 2019年 | 104              | [ 瑞穂市統計 1 ] |

## 駅周辺
- 瑞穂市立中小学校
- 中山道美江寺宿跡（駅南側にある踏切を東西に走る道路）
- サボテン村

### バス路線
駅前を通る道路上に「本巣駅」停留所があり、以下の路線が乗り入れる。
みずほバス
- 本田七崎線
  - 穂積駅前

※循環系統。左回り・右回りの設定がある。

## 隣の駅
樽見鉄道
■樽見線
十九条駅 (TR04) - 美江寺駅 (TR05) - 北方真桑駅 (TR06)